# Chocóspecht
De chocóspecht (Veniliornis chocoensis) is een vogel uit de familie Picidae (spechten).

## Verspreiding en leefgebied
Deze soort komt voor van westelijk Colombia tot noordwestelijk Ecuador.

## Status
De grootte van de populatie is niet gekwantificeerd maar de soort wordt omschreven als schaars en plaatselijk voorkomend. Het aantal neemt snel af door verlies aan geschikt habitat, daarom heeft deze soort op de Rode lijst van de IUCN de status gevoelig.